# Foreign Military Financing
Foreign Military Financing (abgekürzt: FMF, deutsch ungefähr: „auswärtige militärische Finanzierung“) ist ein Finanzprogramm (Militärhilfe) des US-Außenministeriums mit dem Ziel, die Sicherheitspolitik der Vereinigten Staaten zu unterstützen. Der Kongress der Vereinigten Staaten, der in der Verfassung des Landes als legislativer Wächter der Souveränität sowie des Haushalts festgelegt ist, muss jedes Jahr einer ganzheitlichen Vorlage des Außenministeriums zustimmen. Nutznießer dieses Programms sind überwiegend langjährige Verbündete der USA in politisch instabilen Regionen, wie beispielsweise die Major non-NATO allies. Über den politischen Steuerungseffekt hinaus ist das Programm an die Vorgabe geknüpft, dass es sich um Darlehen oder Kredite handelt, mit denen die begünstigten Nationen nur amerikanische Rüstungsgüter kaufen dürfen. Darüber hinaus müssen sie sich vor dem Weiterverkauf von Rüstungsgütern aus amerikanischer Produktion mit dem Außenministerium beraten.
Die politische Linie des Programms wird vom Büro für politisch-militärische Angelegenheiten unter dem Staatssekretär für Abrüstungskontrolle und internationale Sicherheit im Außenministerium ausgearbeitet, während die Defense Security Cooperation Agency im Pentagon die tägliche Durchführung wie beim Abschluss von Kaufverträgen überwacht.
Seit 1950 hat die Bundesregierung der Vereinigten Staaten knapp 91 Mrd. Dollar in militärische Entwicklungshilfe investiert.